# Gonzalo Trujillo
Gonzalo Trujillo Hernández (Sevilla, 19 de mayo de 1979) es un actor español, conocido por haber interpretado el papel de Mauro San Emeterio en la telenovela Acacias 38 y por el papel de Alberto Centeno Santos en la telenovela El secreto de Puente Viejo.

## Biografía
Gonzalo Trujillo nació el 19 de mayo de 1979 en Sevilla, en la comunidad de Andalucía (España), y además de actuar también se dedica al teatro.

## Carrera
Gonzalo Trujillo ha seguido diversos cursos de actuación con maestros como Vicente Fuentes, José María Sepúlveda, José Masegosa, Esperanza Abad, Concha Doñaque, Carmelo Gómez, Álvaro Haro, Gabriel Olivares, Carlota Ferrer y Claudio Tolcachir. Formó parte de varias compañías de teatro universitarias, participando en montajes como Como agua para chocolate. Cursó el primer ciclo de arquitectura superior y se graduó en publicidad y relaciones públicas. Durante tres años dirigió la revista cultural Voces de Minerva en Radio Círculo, la emisora del Círculo de Bellas Artes de Madrid, donde dirigió varios programas de radio y anuncios publicitarios. Estudió interpretación en la Sala Triángulo de Madrid, también estudió canto y técnica vocal con la soprano Margarita Marbán en la escuela Carmen Roche y completó su formación actoral en la escuela Estudio 3, dirigida por Agustín Bellusci. Actuó en varios cortometrajes, producciones infantiles y en el musical Judas en el teatro Nuevo Apolo.
En 2012 protagonizó el cortometraje Limonada dirigido por Maja Prettner. En 2014 protagonizó la película La isla mínima dirigida por Alberto Rodríguez Librero. Al año siguiente, en 2015, ocupó el papel de Frías en la película Ignacio de Loyola dirigida por Paolo Dy y Cathy Azanza. En el mismo año protagonizó la serie Mar de plástico. En 2016 participó en el programa de televisión emitido en La 1 Telepasión española. En 2016, 2017 y 2019 fue elegido para interpretar el papel de Mauro San Emeterio en la telenovela transmitida por La 1 Acacias 38, que protagonizó junto a actores como Alejandra Meco, Sara Miquel, Montserrat Alcoverro, Marc Parejo, Inés Aldea y Trisha Fernández.
En 2019 protagonizó la serie Brigada Costa del Sol y La peste. En el mismo año protagonizó los cortometrajes ATM dirigidos por David Huergo, El Método Pigs dirigido por Boris Kozlov y Umbral dirigido por Jelena Dragas. En 2020 ocupó el papel de Alberto Centeno Santos en la telenovela de Antena 3 El secreto de Puente Viejo. En 2022 protagonizó el cortometraje Rubio o moreno dirigido por David Huergo. Al año siguiente, en 2023, ocupó el papel de Antonio Rubio en la película Si todas las puertas se cierran dirigida por Antonio Cuadri.

## Filmografía

### Cine
| Año  | Título                          | Personaje     | Director                  |
| ---- | ------------------------------- | ------------- | ------------------------- |
| 2014 | La isla mínima                  | Recepcionista | Alberto Rodríguez Librero |
| 2015 | Ignacio de Loyola               | Frías         | Paolo Dy y Cathy Azanza   |
| 2023 | Si todas las puertas se cierran | Antonio Rubio | Antonio Cuadri            |

### Televisión
| Año               | Título                     | Personaje              | Notas         |
| ----------------- | -------------------------- | ---------------------- | ------------- |
| 2015              | Mar de plástico            |                        |               |
| 2016 - 2017, 2019 | Acacias 38                 | Mauro San Emeterio     | 391 episodios |
| 2019              | Brigada Costa del Sol      | Arturo                 |               |
| 2019              | La peste                   |                        | 3 episodios   |
| 2020              | El secreto de Puente Viejo | Alberto Centeno Santos | 25 episodios  |
| 2023              | Entre tierras              | Víctor Cervantes       | 1 episodio    |

### Cortometrajes
| Año  | Título         | Personaje  | Director      |
| ---- | -------------- | ---------- | ------------- |
| 2012 | Limonada       |            | Maja Prettner |
| 2019 | ATM            | Jota       | David Huergo  |
| 2019 | El Método Pigs | Marc Taire | Boris Kozlov  |
| 2019 | Umbral         | Adrián     | Jelena Dragas |
| 2022 | Rubio o moreno | Jorge      | David Huergo  |

## Teatro
| Título                           | Director                     | Teatro                          |
| -------------------------------- | ---------------------------- | ------------------------------- |
| Pocahontas, el musical           |                              | Teatro Maravillas de Madrid     |
| El libro de la selva, el musical |                              | Teatro Maravillas de Madrid     |
| Judas, el musical                | Teatro Nuevo Apolo de Madrid |                                 |
| 24 horas en la vida de una mujer | Ignacio García               | Teatro Infanta Isabel de Madrid |
| 24 horas en la vida de una mujer | Ignacio García               | Teatro Lope de Vega de Sevilla  |
| 24 horas en la vida de una mujer | Ignacio García               | Teatro Principal de Zaragoza    |
| Fin de engaño                    |                              | Teatro Luchana de Madrid        |

## Programas de televisión
| Año  | Título              | Canal |
| ---- | ------------------- | ----- |
| 2016 | Telepasión española | La 1  |